# George Beauclerk (3e duc de Saint-Albans)
Pour les articles homonymes, voir George Beauclerk (homonymie) et Beauclerk.
George Beauclerk, 3e duc de Saint-Albans (25 juin 1730 – 1er février 1786) est fils de Charles Beauclerk et sa femme Lucy Werden. Son grand-père, Charles Beauclerk, est un fils illégitime du roi Charles II d'Angleterre par sa maîtresse Nell Gwynne.

## Biographie

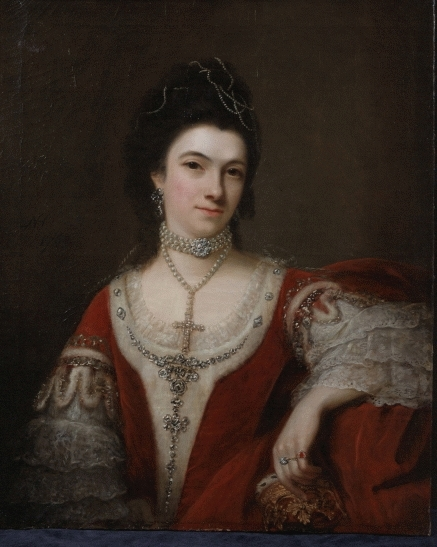
Jane Roberts, duchesse de Saint Albans (en 1768)

George Beauclerk épouse Jane Roberts, fille de Walter Roberts, 6e baronnet de Glassenbury (1691-1745) et de son épouse Elizabeth Slaughter, fille unique et héritière de Guillaume Slaughter, de Rochester, dans le comté de Kent. Jane Roberts est décédée le 16 décembre 1778 sans descendance.
George Beauclerk est mort en 1786, ses titres passent à son cousin, George Beauclerk.
Il est Haut Commissaire de Windsor, en 1751, Seigneur de la Chambre à coucher la même année, et lord-lieutenant du Berkshire de 1751 à 1760 et à nouveau de 1771 à 1786. Il est mort à Bruxelles.